# 総社バス
総社バス株式会社（そうじゃバス、愛称・中鉄総社バス）は、中鉄バスの完全子会社で、岡山県総社市・吉備中央町で路線バス・貸切バスを運行している。本社は岡山県総社市駅前2丁目2番10号。2010年4月1日に中鉄観光株式会社へ社名変更された。

## 歴史
- 1985年6月8日 - 中鉄バスから分社して設立。
- 2010年4月1日 - 中鉄観光株式会社に社名変更。

## 営業所(車庫)の所在地
- 岡山県総社市駅前2丁目2番10号

## 主なターミナル
中鉄総社バスターミナル
JR総社駅

## 路線
- 神原線
  - 総社中鉄バスセンター～豪渓駅～影平～(豪渓)～ルミエール病院～大和妙仙寺～神原
  - 岡山県道57号総社賀陽線の土砂崩れのため、豪渓は経由しない。復旧のめどもたっていない。

2013年10月1日 に中鉄バスに移管した。

親会社の中鉄バスとは異なり、岡山県共通バスカード（発売終了）・中鉄バス専用バスカード（2008年10月1日から発売）は使用出来なかった。

## 関連会社
- 中鉄バス
- 中鉄観光交通
- 中鉄美作バス